# Filimon Abraham
Filimon Abraham (* 9. November 1992) ist ein deutscher, aus Eritrea stammender Langstreckenläufer, der auf Berglauf und auf Straßenlauf spezialisiert ist.

## Werdegang
Als Flüchtling aus Eritrea kam Filimon Abraham 2014 über Italien nach Deutschland und dort nach Traunstein. Er lernte Deutsch, machte eine Schreinerlehre und begann mit dem Laufen, wodurch er sich schnell integrierte. Als Mitglied der LG Telis Finanz Regensburg gelangen ihm erste Erfolge, so wie im Mai 2017 beim Salzburg Halbmarathon. Er entdeckte den Berglauf für sich und erreichte beim Karwendellauf 2017 den 2. Platz.
Die Saison 2019 war sehr erfolgreich für ihn: Im Juli gelang ihm beim Großglockner-Berglauf der erste Sieg. Mitte September folgte der 3. Platz beim Drei-Zinnen-Lauf. Bei den Berglauf-Weltmeisterschaften erreichte er den 2. Platz.
2020 machte er seinen Abschluss als Schreiner und erhielt die deutsche Staatsbürgerschaft. Nachdem er als Schreiner und zeitweise halbtags als Elektriker gearbeitet hatte, beschloss er, sich voll und ganz auf seine Sportkarriere zu konzentrieren. Ende September startete er als Favorit beim Hochfellnberglauf und gewann. Ende Oktober folgte sein erster internationaler Wettkampf als Mitglied der deutschen Nationalmannschaft beim WMRA Nations Cup, wo er mit einer Minute Vorsprung siegte. Bei den Crosslauf-Europameisterschaften in Dublin am 12. Dezember belegte er trotz Magenkrämpfen als bester Deutscher Platz 14.
2022 konzentrierte er sich auf die 10.000 Meter. Bei den Deutschen Meisterschaften in Pliezhausen lief er ein solides Rennen und gewann Silber hinter Simon Boch. Beim 10.000-Meter-Europacup belegte er den 7. Platz und führte als bester Deutscher sein Team in der Mannschaftswertung auf Platz 3. Es folgte die Nominierung für die Europameisterschaften in München, wo er den 19. Platz belegte. Im Dezember nahm er an den Crosslauf-Europameisterschaften in Turin teil, wo er den 5. Platz erreichte.
Im März 2023 startete er beim Barcelona-Marathon. Nachdem er bei seinen beiden vorherigen Marathonstarts in Hamburg und Frankfurt 2022 nicht ins Ziel gekommen war, erzielte er mit dem 10. Platz und einer Zeit von 2:08:22 h die zweitbeste deutsche Leistung aller Zeiten, hinter dem Landesrekord von Amanal Petros. Im Mai 2023 wurde Abraham bei den Deutschen Meisterschaften über die 10.000 Meter Deutscher Vizemeister hinter Nils Voigt.
Im Juni 2023 erreichte er bei den Berg- und Traillauf-Weltmeisterschaften 2023 den 3. Platz im Mountain Classic Senior Wettbewerb.

## Persönliche Bestzeiten
- 3000 m: 8:19,15 min, 3. Juni 2022, Regensburg
- 5000 m: 14:07,21 min, 19. Juni 2021, Regensburg
- 10.000 m: 28:03,39 min, 28. Mai 2022, Pacé
- 10-km-Straßenlauf: 28:47 min, 13. März 2022, Berlin
- Halbmarathon: 1:02:35 h, 27. Februar 2022, Neapel
- Marathon: 2:08:22 h, 19. März 2023, Barcelona

## Persönliche Erfolge

### Berglauf
- 2017 – 2. Platz Karwendellauf
- 2019 – 1. Platz Großglockner-Berglauf
- 2019 – 2. Platz Hochfellnberglauf
- 2019 – 2. Platz PizTri Vertical
- 2019 – 3. Platz Fletta Trail
- 2019 – 3. Platz Kitzbüheler Horn Berglauf
- 2019 – 3. Platz Drei-Zinnen-Lauf
- 2020 – 1. Platz Kitzbüheler Horn Berglauf
- 2021 – 2. Platz Großglockner-Berglauf
- 2021 – 1. Platz Hochfellnberglauf
- 2021 – 1. GutsMuths-Rennsteiglauf Marathon
- 2021 – 1. Platz WMRA Nations Cup
- 2023 – 3. Platz im Mountain Classic Senior, Berg- und Traillauf-Weltmeisterschaften
- 2023 – 2. Fletta Trail

### Straßen- und Crosslauf
- 2017 – 1. Platz Salzburg Halbmarathon
- 2022 – Deutscher Vizemeister + 1. Platz Mannschaftswertung Crosslauf Langstrecke, Deutsche Meisterschaften
- 2022 – 5. Platz Crosslauf-Europameisterschaften
- 2023 – 2. Platz Würzburger Residenzlauf

### Bahnlauf
- 2022 – 7. Platz Europacup 10.000 m
- 2022 – Deutscher Vizemeister 10.000 m, Deutsche Meisterschaften
- 2023 – Deutscher Vizemeister 10.000 m, Deutsche Meisterschaften